# À la lanterne

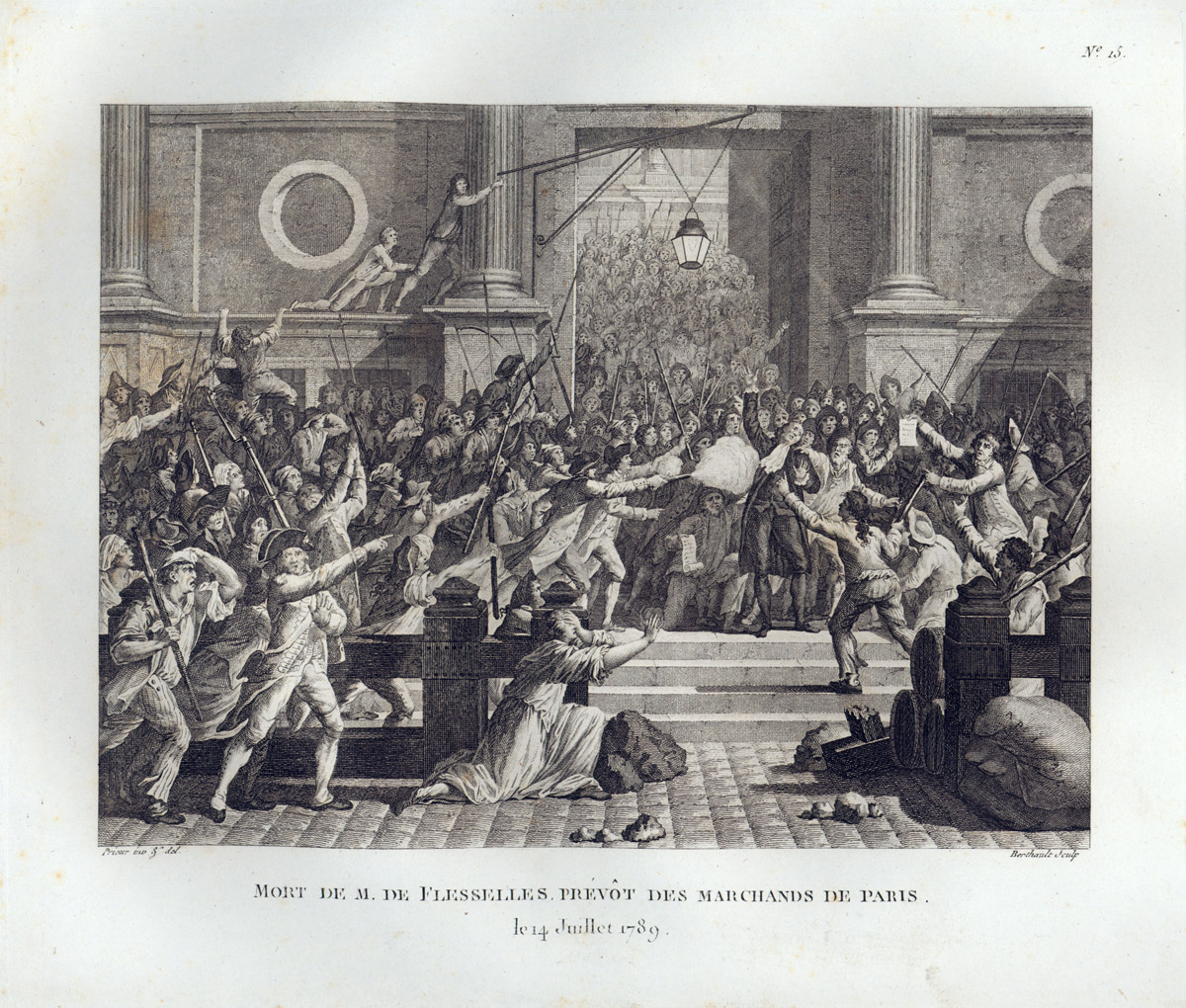
Muerte de M. de Flesselles, preboste de los mercaderes de París. Grabado de Pierre-Gabriel Berthault a partir de un diseño de Jean-Louis Prieur (1804). Prieur retrató la muerte de Jacques de Flesselles, quien fue asesinado en las escalinatas del Hôtel de Ville (ayuntamiento de París) el 14 de julio de 1789, incluyendo en la obra, a diferencia de otros artistas que también retrataron dicha escena, una farola. Según Warren Roberts, el pintor señaló la farola como un "símbolo de justicia revolucionaria".

La expresión À la lanterne! (¡a la farola!) obtuvo especial relevancia en París al inicio de la Revolución francesa, concretamente en el verano de 1789. Las farolas sirvieron como instrumento para llevar a cabo linchamientos públicos y ejecuciones en las calles de París durante la Revolución, siendo varios oficiales y aristócratas colgados en las farolas de forma ocasional.
La lanterne (farola o poste de luz) se convirtió en un símbolo de justicia callejera durante la Revolución en Francia, siendo incluso mencionada en canciones populares como Ça Ira ("les aristocrates à la lanterne!", es decir, "¡los aristócratas a la farola!"). El abogado y periodista Camille Desmoulins se autoproclamó "procurador general de la lanterne", redactando un panfleto titulado Discours de la Lanterne aux Parisiens (Discurso de la Farola a los Parisinos), en el cual defendía los linchamientos. A medida que se fue estableciendo el gobierno revolucionario, los postes de luz dejaron de ser empleados como instrumentos de ejecución, siendo reemplazados por la guillotina, la cual fue utilizada principalmente entre 1792 y 1794.
Las ejecuciones en los postes de luz cesaron en las rebeliones parisinas durante el siglo XIX.

## Historia

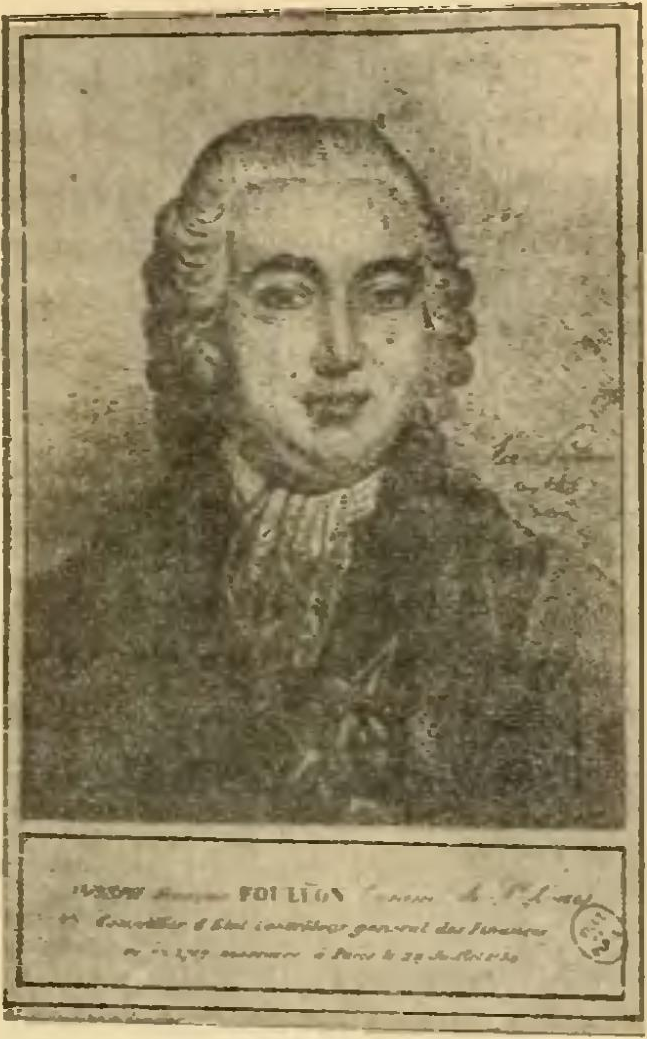
Retrato de Joseph Foullon de Doué, primera víctima del linchamiento à la lanterne.

La primera víctima del linchamiento à la lanterne fue Joseph Foullon de Doué, un político impopular que había reemplazado a Jacques Necker como director general de finanzas en 1789. El 22 de julio del mismo año, una multitud trató de colgar a Foullon de un poste de luz, si bien, tras romperse la cuerda, fue decapitado y su cabeza exhibida en las calles clavada en la punta de una pica. Foullon era conocido por su frialdad en lo relativo a las necesidades de los ciudadanos; fue sospechoso de controlar los aprovisionamientos de París y de mantener elevados niveles de precios en los alimentos. Consciente del odio hacia su persona, Foullon había hecho circular un falso rumor acerca de su funeral con el fin de evitar la ira de los ciudadanos. 
Tras ser capturado, una muchedumbre enfurecida llenó la boca de Foullon con hierba y lo colgó de una farola situada en la plaza de Greve, frente al Hôtel de Ville, ayuntamiento de París. Tras romperse la cuerda, Foullon volvió a ser colgado al menos dos veces más, siendo posteriormente bajado al suelo y decapitado. Su cabeza, con la boca aún llena de hierba, fue clavada en la punta de una pica y hecha desfilar por las calles de la capital. Más tarde aquel día, el yerno de Foullon, Louis Bénigne François Berthier de Sauvigny, fue conducido a la plaza de Greve y colgado del mismo poste de luz, siendo posteriormente decapitado y su cabeza clavada en una pica al igual que su suegro. Ambas cabezas fueron exhibidas juntas por la muchedumbre.
Inmediatamente después de la toma de la Bastilla el 14 de julio de 1789, dos de los miembros de la guarnición de la fortaleza fueron colgados en la plaza de Greve, si bien se desconoce si fueron empleadas farolas en dichos linchamientos.
La farola situada en la esquina de la plaza de Greve y la emplazada en la rue de la Vannerie sirvieron como horcas improvisadas. La razón para que estos postes de luz fuesen los empleados en los ajusticiamientos era simbólica: la farola de la plaza de Greve estaba situada frente al Hôtel de Ville, sede del ayuntamiento de París, directamente bajo el busto del rey Luis XIV.
El 21 de octubre de 1789, una muchedumbre hambrienta sacó a rastras de su negocio a Denis François, un panadero, y lo colgó de un poste de luz, aparentemente debido a que no tenía pan para vender. Los linchamientos públicos, instigados por diversos factores, fueron convirtiéndose gradualmente en una herramienta efectiva para los fines de los jacobinos.
El 14 de diciembre de 1790, una multitud colgó al abogado Pascalis y al chevalier de La Rochette de una farola en Aix-en-Provence, habiendo gritado los defensores de la justicia callejera "À la lanterne! À la lanterne!" poco antes del linchamiento.
El 20 de junio de 1792, una turbamulta irrumpió en el Palacio de las Tullerías, residencia de la familia real, y amenazó a la reina María Antonieta. Según Madame Campan, dama de compañía de la reina, entre la multitud "había un modelo de una horca, del cual estaba suspendida una sucia muñeca con las palabras Marie-Antoinette à la lanterne para representar su ahorcamiento".